# Copris matthewsi
Copris matthewsi là một loài bọ cánh cứng trong họ Bọ hung (Scarabaeidae).